# 高橋町 (豊田市)
高橋町（たかはしちょう）は、愛知県豊田市の町名。現行行政地名は高橋町1丁目から4丁目および7丁目。住居表示は行われていない。

## 地理
豊田市西部、高橋地区の北西部に位置する。町域は1～4丁目と7丁目に分かれており、前者の東は高上・京ケ峰、西は寺部町、南は上野町、北は太平町に接する。

## 歴史
「高橋」の地名は、奈良期から平安期にかけては三河国加茂郡八郷の1つとして同郡高橋郷、平安末期から戦国期にかけては加茂郡高橋荘として存在した。また1906年から1956年までは、現在の高橋地区は西加茂郡高橋村であった。

### 沿革
- 1959年（昭和34年）10月1日 - 大字寺部の一部より、高橋町が成立[1]。
- 1971年（昭和46年）12月1日 - 一部が高上となる[1][6]。
- 1981年（昭和56年） - 水間町の一部を編入[1]。

## 世帯数と人口
2023年（令和5年）10月1日現在の世帯数と人口は以下の通りである。
| 町丁   | 世帯数  | 人口  |
| ------ | ------- | ----- |
| 高橋町 | 340世帯 | 858人 |

### 人口の変遷
国勢調査による人口および世帯数の推移。
| 1995年（平成7年）  | 240世帯 813人 |  |
| 2000年（平成12年） | 255世帯 764人 |  |
| 2005年（平成17年） | 235世帯 707人 |  |
| 2010年（平成22年） | 224世帯 641人 |  |
| 2015年（平成27年） | 265世帯 760人 |  |
| 2020年（令和2年）  | 301世帯 795人 |  |

## 学区
市立小・中学校に通う場合、学区は以下の通りとなる。
| 丁目・字       | 番・番地等 | 小学校             | 中学校             | 高等学校普通科 |
| -------------- | ---------- | ------------------ | ------------------ | -------------- |
| 高橋町（全域） | 全域       | 豊田市立寺部小学校 | 豊田市立高橋中学校 | 三河学区       |

## 交通
- 愛知県道340号細川豊田線
- 愛知県道343号則定豊田線

## 施設
- 豊田市立高橋中学校

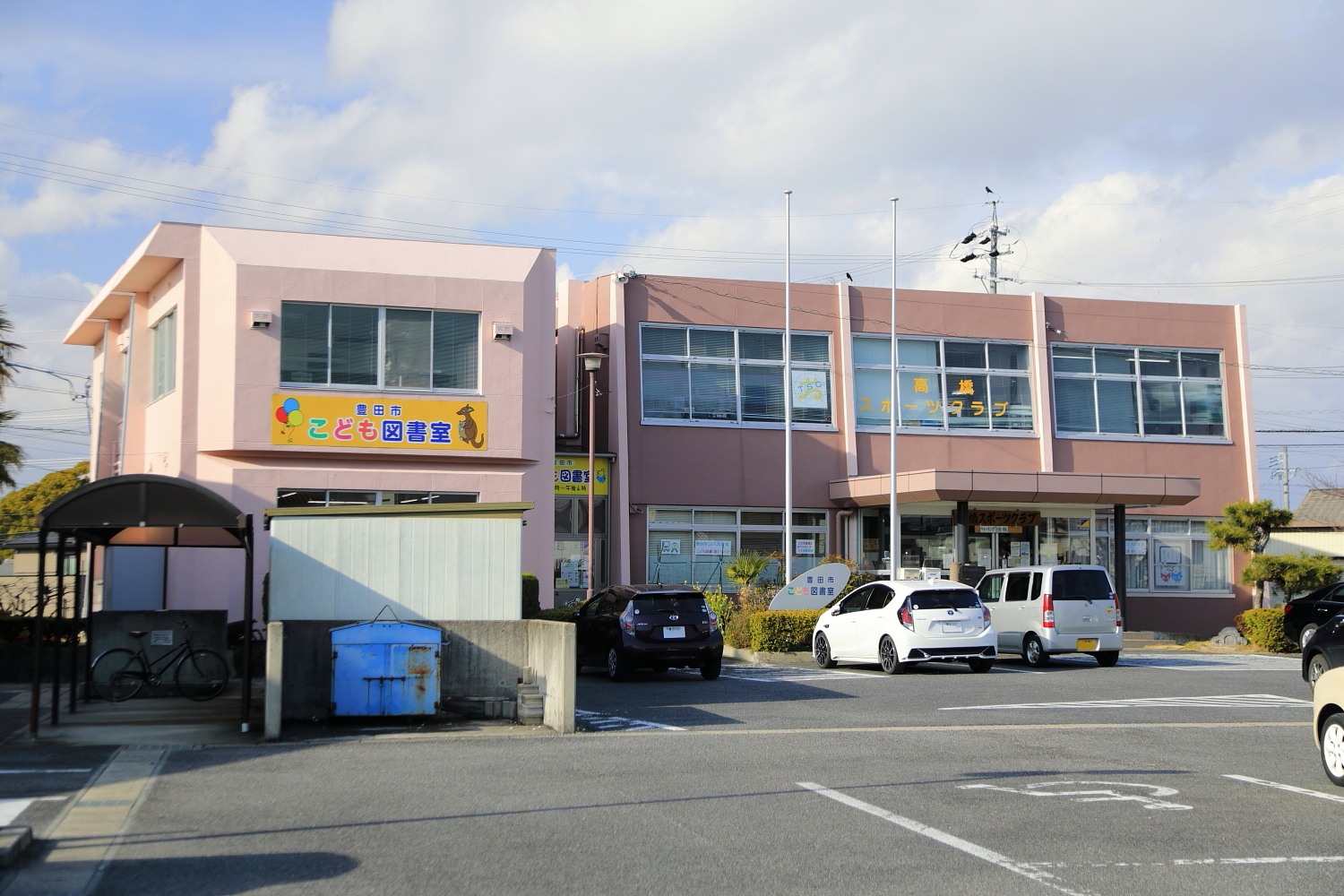
豊田市こども図書室
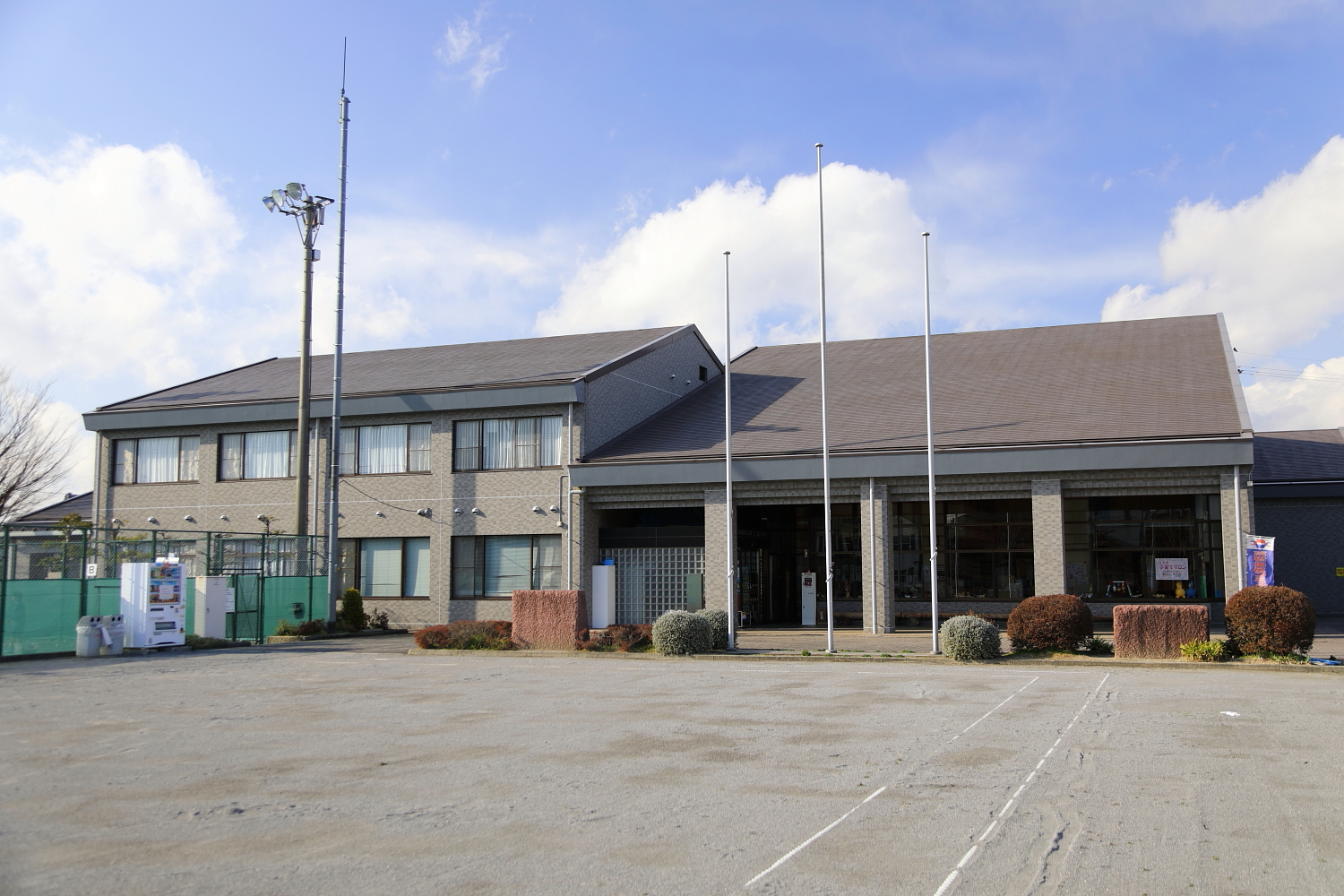
豊田市高橋交流館
- 高橋区民会館
- 豊田高橋郵便局
- 豊田信用金庫高橋支店
- JAあいち豊田高橋支店
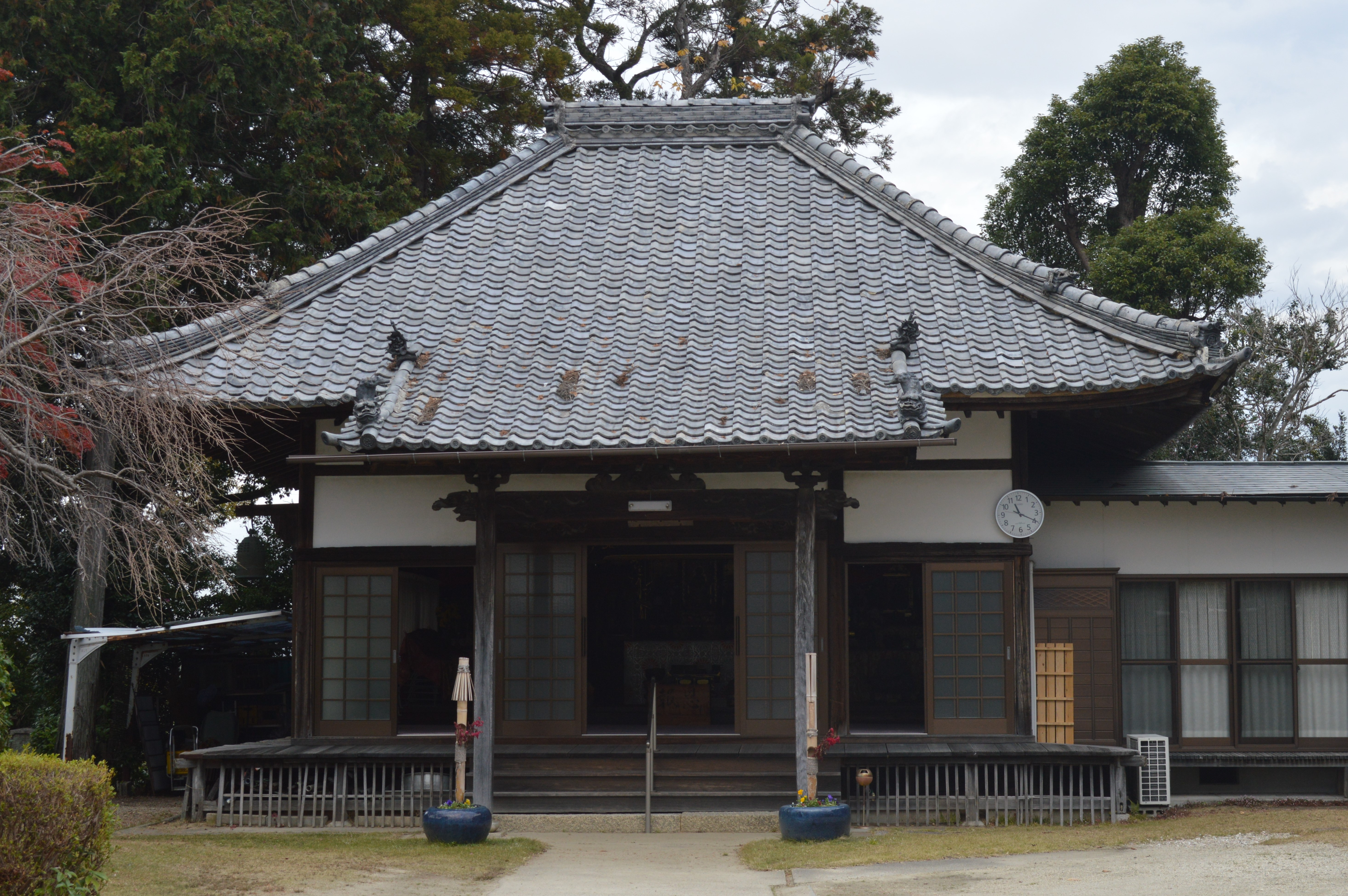
往生院

- 豊田市こども図書室
- 高橋交流館
- 往生院

## その他

### 日本郵便
- 郵便番号 : 471-0019[3]（集配局：豊田郵便局[8]）。

### WEB
1. ↑  豊田市では全体で住居表示は行われていない。“その他（住民票に関すること）よくある質問”.   豊田市. 2025年5月28日閲覧。
2. ↑  総務省統計局 (2014年3月28日). “平成7年国勢調査の調査結果(e-Stat) - 男女別人口及び世帯数 －町丁・字等” (CSV). 2025年6月24日閲覧。
3. ↑  総務省統計局 (2014年5月30日). “平成12年国勢調査の調査結果(e-Stat) - 男女別人口及び世帯数 －町丁・字等” (CSV). 2025年6月24日閲覧。
4. ↑  総務省統計局 (2014年6月27日). “平成17年国勢調査の調査結果(e-Stat) - 男女別人口及び世帯数 －町丁・字等” (CSV). 2025年6月24日閲覧。
5. ↑  総務省統計局 (2012年1月20日). “平成22年国勢調査の調査結果(e-Stat) - 男女別人口及び世帯数 －町丁・字等” (CSV). 2025年6月24日閲覧。
6. ↑  総務省統計局 (2017年1月27日). “平成27年国勢調査の調査結果(e-Stat) - 男女別人口及び世帯数 －町丁・字等” (CSV). 2025年6月24日閲覧。
7. ↑  総務省統計局 (2022年2月10日). “令和2年国勢調査の調査結果(e-Stat) - 男女別人口，外国人人口及び世帯数－町丁・字等” (CSV). 2025年6月24日閲覧。